# Brüggen (Észak-Rajna-Vesztfália)
Brüggen település Németországban, azon belül Észak-Rajna-Vesztfália tartományban. Lakosainak száma 16 178 fő (2023. december 31.). Brüggen Roermond, Schwalmtal, Venlo és Niederkrüchten községekkel határos.

## Népesség
A település népességének változása:
| Lakosok száma | 12 022 | 15 482 | 15 681 | 15 708 | 15 907 | 16 082 | 16 178 |
|               | 1975   | 2014   | 2017   | 2019   | 2021   | 2022   | 2023   |